# Fordville
Fordville – miasto w Stanach Zjednoczonych, w stanie Dakota Północna, w hrabstwie Walsh.